# 母と娘の10,000日 〜未来の扉〜
「母と娘の10,000日 〜未来の扉〜」（ははとむすめの10,000にち 〜みらいのとびら〜）は、May J.と八代亜紀のデュエット・シングル。2017年5月24日に、rhythm zoneからリリースされた。

## 解説
本曲は結婚前夜の母と娘の想いを歌ったデュエット・ナンバーとなっており、アンジェラ・アキが作詞作曲及びサウンドプロデュースを手がけた。
ミュージック・ビデオには真野恵里菜が出演。

## 収録曲
CD (全形態共通)
1. 「母と娘の10,000日 〜未来の扉〜」
  - 作詞・作曲・編曲：アンジェラ・アキ
2. 「糸」
  - 作詞・作曲：中島みゆき
3. 「母と娘の10,000日 〜未来の扉〜 (Daughter's Vocal Only)」
4. 「母と娘の10,000日 〜未来の扉〜 (Mother's Vocal Only)」
5. 「母と娘の10,000日 〜未来の扉〜 (Off Vocal)」
6. 「糸 (Off Vocal)」

DVD
1. 「母と娘の10,000日 〜未来の扉〜（Documentary）」
2. 「母と娘の10,000日 〜未来の扉〜（Studio Session Clip）」